# Anandi Gopal Joshi
Anandibai Gopalrao Joshi (en marathi, आनंदीबाई गोपाळराव जोशी) (Kaylan, 31 de març de 1865 – Poona, 26 de febrer de 1887) va ser una de les primeres metgesses de l'Índia. Va ser la primera dona d'origen indi a estudiar als Estats Units i graduar-se en dos any amb un diploma en medicina. També es creu que és la primera dona de l'Índia a posar peus a terra nord-americana.
El seu nom té moltes variacions ortogràfiques, incloent Anandibai Joshee i Anandi Gopal Joshee

## Joventut
Joshi va néixer amb el nom de Yamuna, al districte de Kalyan de Thane, en l'actual Maharashtra, en una família hindú ortodoxa. La seva família era terratinent en Kalyan però va perdre la riquesa econòmica. Com era la pràctica en aquella època, Yamuna es va casar als nou anys amb Gopalrao Joshi, un vidu gairebé vint anys més gran que ella, a causa de la pressió per part de la seva família.
Després del matrimoni, el seu marit la va reanomenar Anandi. Gopalrao Joshi va fer de treballador postal a Kalyan. Posteriorment, va ser transferit a Alibag, i després, finalment, a Calcuta. Va ser un pensador progressista i va recolzar l'educació per a dones, cosa no gaire usual aleshores. Era freqüent que els bramans en aquells temps tinguessin experiència en sànscrit. No obstant això, influït pel Shat Patre Lokhitawadi, Gopalrao va considerar que era més pràctic aprendre anglès que no pas sànscrit. Notant l'interès d'Anandibai, la va ajudar a rebre una educació i aprendre anglès.
Als catorze anys, Anandibai va donar a llum a un nen, però aquest només va viure deu dies, ja que la cura mèdica necessària per a la seva supervivència no estava disponible. Aquesta situació va resultar ser un punt d'inflexió en la vida d'Anandibai, i la va inspirar per convertir-se en metgessa.

## La carrera de medicina

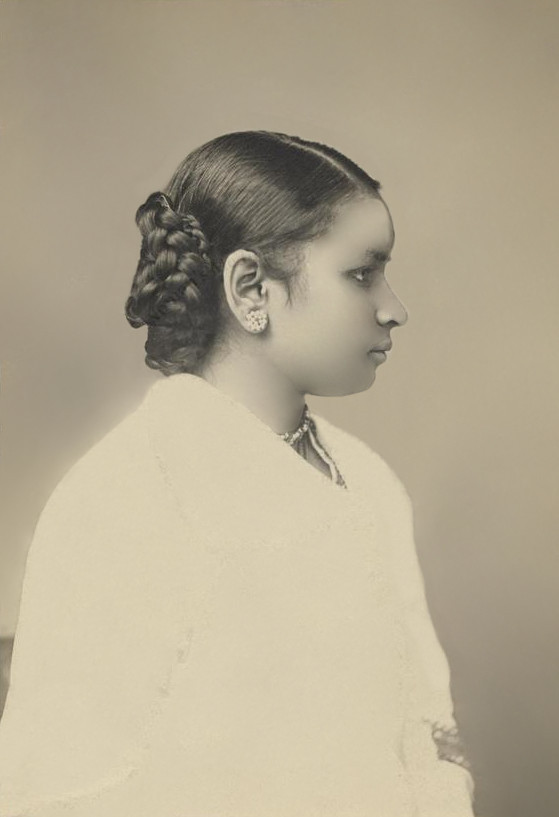
Una fotografia de la Dra. Anandibai Joshee, M.D., Classe de 1886 a la Women's Medical College (WMC) de Pennsilvània

Gopalrao va animar Anandibai a estudiar medicina. En 1880 va enviar una carta a Royal Wilder, un conegut missioner estatunidenc, declarant l'interès d'Anandibai per estudiar medicina als Estats Units i preguntant-li sobre un lloc adequat als Estats Units per a ell mateix. Wilder es va oferir a ajudar si la parella es convertia al cristianisme. Aquesta proposta, però, no era acceptable per al matrimoni Joshi.
Wilder va publicar la correspondència a la seva Princeton's Missionary Review (Revista missionera de Princeton). Theodicia Carpenter, resident a Roselle, Nova Jersey, la va llegir mentre esperava veure el dentista. El desig d'estudiar medicina per part d'Anandibai, i el suport de Gopalrao per la seva dona, la van impressionar i els va escriure oferint allotjament a Anandibai a Amèrica. Es va produir un intercanvi de moltes cartes entre Anandibai i Theodicia en què discutien, entre altres coses, sobre la cultura i la religió de l'Índia.
Mentre la parella Joshi estava a Calcuta la salut d'Anandibai va començar a disminuir. Va patir debilitat, mals de cap constants, febre ocasional i, de vegades, ofegaments. Theodicia va enviar-li medicaments d'Amèrica, sense resultats. El 1883, Gopalrao va ser traslladat a Serampore, i va decidir enviar a Anandibai per si sola a Amèrica per als estudis de medecina malgrat la seva mala salut. Gopalrao la va convèncer perquè fos un exemple per a altres dones a través de l'educació superior.
Una parella de metges anomenats Thorborn va suggerir a Anandibai que estudiés al Women's Medical College (Col·legi Mèdic Femení) de Pennsilvània. En conèixer els plans d'Anandibai de continuar l'educació superior a Occident, la societat hindú ortodoxa la va censurar amb força. Molts cristians van donar suport a la seva decisió, però volien que es convertís al cristianisme. Anandibai es va dirigir la comunitat de Serampore College Hall, explicant la seva decisió d'anar a Amèrica i obtenir un títol de medecina. Va discutir la persecució que ella i el seu marit havien suportat. Va subratllar la necessitat de metgesses a l'Índia i va parlar sobre el seu objectiu d'obrir una universitat de medicina per a dones a l'Índia. També es va comprometre a no convertir-se al cristianisme. El seu discurs va rebre publicitat i van començar a ingressar contribucions financeres de tota l'Índia.

## En Amèrica

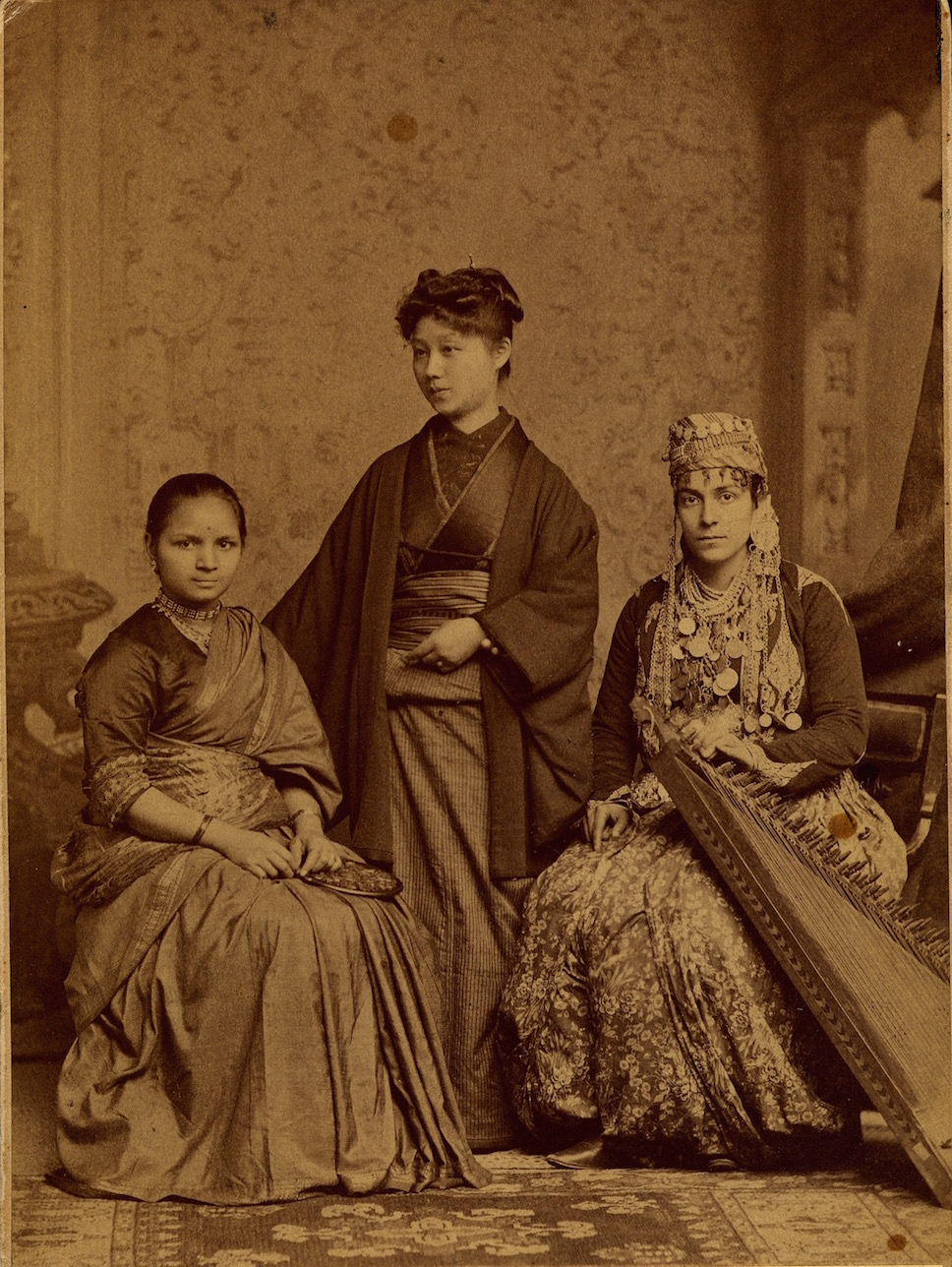
Anandibai Joshee (esquerra), graduada al Women's Medical College (WMC) de Pennsilvània en 1886. Aquí se la veu amb Kei Okami (centre) i Sabat Islambouli (dreta). Totes tres van completar els estudis de medicina i cadascuna d'elles va ser la primera dona dels seus respectius països en obtenir un títol en medicina occidental.

Anandibai va viatjar a Nova York des de Calcuta amb vaixell, acompanyada per dues conegudes angleses dels Thorborns. A Nova York, Theodicia Carpenter la va rebre el juny de 1883. Anandibai va escriure al Col·legi Mèdic Femení de Pennsilvània, demanant que fos admesa al programa de medicina (que era el segon programa de medicina per a dones del món). Rachel Bodley, la degana de la universitat, la va inscriure.
Anandibai va començar els estudis de medicina als 19 anys. A Amèrica, el seu deteriorament de la salut es va agreujar a causa del fred i la dieta desconeguda. Va contreure la tuberculosi. No obstant això, es va graduar en medicina (MD) l'11 de març de 1886; el tema de la seva tesi va ser Obstetrícia entre els indis aris. En la seva graduació, la reina Victoria li va enviar un missatge de felicitació.

## Retorn a l'Índia
A finals de 1886 Anandibai va tornar a l'Índia, on va ser rebuda com una heroïna. El príncep de Kolhapur la va nomenar metgessa a càrrec de la sala femenina de l'hospital local Albert Edward.
Anandibai va morir a principis de l'any següent, el 26 de febrer de 1887, abans de complir els 22 anys. La seva mort va ser lamentada per tota l'Índia. Les seves cendres van ser enviades a Theodicia Carpenter, que les va col·locar al cementiri familiar a Poughkeepsie, Nova York.

## Commemoracions
El 1888, l'escriptora feminista estatunidenca Caroline Wells Healey Dall en va escriure una biografia.
Doordarshan, una emissora de televisió pública índia, va emetre una sèrie dirigida per Kamlakar Sarang anomenada Anandi Gopal, basada en la seva vida.
Shrikrishna Janardan Joshi va escriure un relat de ficció de la seva vida a la novel·la en marathi Anandi Gopal, que Ram G. Joglekar ha adaptat a una obra de teatre homònima.
L'escriptor marathi Dr. Anjali Kirtane ha fet una àmplia investigació sobre la vida de la Dra. Anandibai Joshi i ha escrit un llibre en marathi titulat Dr. Anandibai Joshi, Kaal ani Kartutva (Dra. Anandibai Joshi, la seva vida i obres) publicat per Majestic Prakashan, Mumbai. El llibre conté fotografies poc freqüents de la Dra. Anandibai Joshi.
El 1994, la Unió Astronòmica Internacional va anomenar Joshee un cràter de Venus en honor seu.
El 2011, l'Institut de Recerca i Documentació en Ciències Socials (IRDS), una organització no governamental de Lucknow, va concedir un premi a Anandibai Joshi en honor de les seves primeres contribucions a la causa de l'avenç de la ciència mèdica a l'Índia.
A més, el Govern de Maharashtra ha establert una beca en el seu nom per a dones joves que treballen en la salut de la dona.